# 920 (číslo)
Devět set dvacet je přirozené číslo. Římskými číslicemi se zapisuje CMXX a řeckými číslicemi ϡκ´. Následuje po čísle devět set devatenáct a předchází číslu devět set dvacet jedna.

## Matematika
920 je:
- Abundantní číslo
- Složené číslo
- Nešťastné číslo

## Astronomie
- (920) Rogeria je planetka hlavního pásu, kterou objevil v roce 1919 Karl Wilhelm Reinmuth
- NGC 920 je spirální galaxie s příčkou v souhvězdí Andromedy

## Roky
- 920
- 920 př. n. l.